# Јован Тарханиот
Јован Тарханиот (средњегрчки: Ἰωάννης Ταρχανειώτης) Византијски аристократа, војсковођа и администратор за време владавине цара Андроника II Палеолога. Иако је био рођак царева из династије Палеолога, Јован Тарханиот је постао познат као један од вођа арсенитског покрета, подржавајући свргнутог цариградског патријарха Арсенија Ауторијана, који је довео у питање легитимитет династије Палеолога. Због своје подршке Арсенитима, Јован је претрпео разне периоде изгнанства и тамнице од свог ујака цара Михаила VIII Палеолога и његовог сина цара Андроника II Палеолога. 1298 – 1299. године, предводио је војни поход цара Андроника II против Турака у Анадолији. Његове административне реформе и интегритет ојачали су византијску моћ у малоазијским провинцијама, али су наљутили локалне магнате, који су га натерали да поднесе оставку на своју функцију.

## Биографија
Јован Тарханиот је потицао из угледне и племените породице: његов отац Нићифор Тарханиот био је велики доместик Никејског царства за време владавине цара Јована III Дуке Ватаца и подржавао је устоличење цара Михаила VIII Палеолога, чија је сестра Марија Палеолог била његова жена. Јован је био најмлађи од тројице синова Нићифора Тарханиота и Марије Палеолог. После ступања на престо цара Михаила VIII, Јован и његова браћа су примљени да живе у царској палати. Сам Јован се истакао рано као војник, борећи се у походу свог ујака Јована Палеолога против епирског деспота Михаила II Дуке Комнина 1262. године.
Убрзо је, међутим, Јован Тарханиот прешао у опозицију Палеолога и 1266. године истакао се као један од вођа Арсенита – присталица бившег цариградског патријарха Арсенија Ауторијана, који је екскомуницирао цара Михаила VIII Палеолога након што је овај узурпирао царску власт и ослепео законитог цара Јована IV Дуку Ласкариса. Арсенити нису признавали смењивање патријарха Арсенија Ауторијана и његових наследника са патријаршијског трона, због чега су били прогањани од власти. Из тог разлога ни Арсенити нису признавали власт цара Андроника II Палеолога, кога су третирали као сина екскомуницираног узурпатора, којег је крунисао нелегитимни патријарх, вођа антиарсенита Јосиф I Галисиот. После неуспеха цара Андроника II Палеолога да постигне помирење са Арсенитима на сабору у Адрамитону 1284. године, Јован Тарханиот је постао вођа радикалног крила Арсенита, док је умереније Арсените предводио арсенитски монах Јоаким. Потом је Јован Тарханиот провео дуго времена у изгнанству и затвору: 1283. године. или 1289. године, прогнан је у град Хеле и потом стављен у кућни притвор у Цариграду. Ослобођен накратко 1296. године, 1297. Тарханиот је поново ухапшен и овог пута затворен у Влахерни.
Године 1298., међутим, војни таленат Јована Тарханиота постао је неопходан цару Андранику II Палеологу у Малој Азији, где су Турци из Ментешеа поново почели да улазе на византијске територије, након што их је одатле већ одбацио генерал Алексије Филантропин 1293. и 1295. године. Филантропинова експедиција се, међутим, завршила побуном потоњег, подржаног од локалног становништва, које је и даље чувало лепе успомене на владавину Никејских Ласкариса и мрзело Палеологе. Да Тарханиот, заклети Арсенит, не би се удружио са Филантропином, цар Андроник II Палеолог је од њега прво извукао личну заклетву, а затим га поставио за војног заповедника у јужном делу Мале Азије и најугроженијем пределу царства, - долина реке Меандар. Тамо је Јован Тарханиот постигао брзе успехе, не само на бојном пољу, већ пре свега у реорганизацији локалне администрације и искорењивању корупције, због чега су многи локални пронијарски поседи, првобитно намењени за издржавање војске, били отуђени од својих законитих власника. Чини се да је Тарханиот извршио ревалоризацију и прерасподелу ових земаља, што се показало као толико успешна мера да се његова војска не само повећала, већ су прикупљена средства за опремање мале ескадриле бродова.
Тарханиотови успеси су, међутим, изазвали негодовање локалних магната који су профитирали од претходног стања у тој области, као и локалног анти-арсенитског свештенства. Коначно, неки пронијари, који су били лишени својих пронија као резултат Јованових реформи, ступили су у контакт са антиарсенитским митрополитом Теолептом из Филаделфије и оптужили Јована Тарханиота да припрема побуну против централне власти. Суочен са негодовањем локалних аристократа, вероватно средином 1300-их, Јован је био приморан да отплови за Солун, где се у то време налазио цар. Изгледа да је Јован поново ухапшен и затворен, јер се 1304. годин,е поново помиње његово пуштање из затвора. Након његовог одласка, ситуација у Малој Азији се брзо погоршала јер су његове реформе заустављене и напуштене, а новац за локалну војску поново се сливао у џепове локалних елита. Као резултат тога, убрзо је почело брзо пропадање византијских снага у региону, при чему су многи плаћеници дезертирали због ниске плате, што је заузврат отворило пут потпуном опадању византијске моћи у Малој Азији у наредној деценији.
Са Јованом Тарханиотом се поистовећује један Комнин Тарханиот Дука Кантакузин који је умро 1321. године, и који је био ујак цара Јована VI Кантакузина.